# Louisa Krause
Louisa Krause (Falls Church, 20 maggio 1986) è un'attrice statunitense.

## Biografia
Dopo aver studiato recitazione all'università, Krause è apparsa in numerose produzioni Off-Broadway mentre è apparsa anche in episodi di serie televisive di rete basate a New York. Il suo primo ruolo cinematografico è stato in The Babysitters nel 2007. Nel 2017, Krause è apparsa nel ruolo principale di Anna Garner come protagonista della seconda stagione della serie televisiva The Girlfriend Experience.

## Filmografia

### Cinema
- La fuga di Martha (Martha Marcy May Marlene), regia di Sean Durkin (2011)
- Young Adult, regia di Jason Reitman (2011)
- Cane mangia cane (Dog Eat Dog), regia di Paul Schrader (2016)
- Woman Walks Ahead, regia di Susanna White (2017)
- New Money, regia di Jason B. Kohl (2017)
- Skin, regia di Guy Nattiv (2018)
- Cattive acque (Dark Waters), regia di Todd Haynes (2019)
- Maggie Moore(s) - Un omicidio di troppo (Maggie Moore(s)), regia di John Slattery (2023)
- Superman, regia di James Gunn (2025)

### Televisione
- Law & Order - I due volti della giustizia (Law & Order) – serie TV, episodio 18x13 (2008)
- Law & Order: Criminal Intent – serie TV, episodio 9x01 (2010)
- Blue Bloods – serie TV, episodio 1x17 (2011)
- Billions – serie TV, 7 episodi (2016-2018)
- The Girlfriend Experience – serie TV, 7 episodi (2017)
- Ray Donovan – serie TV, 4 episodi (2019)
- The Equalizer – serie TV, episodio 2x12 (2022)
- Barry – serie TV, episodio 4x08 (2023)

## Doppiatrici italiane
Nelle versioni in italiano delle opere in cui ha recitato, Louisa Krause è stata doppiata da:
- Valentina Perrella in Cane mangia cane
- Benedetta Ponticelli in La fuga di Martha
- Valentina Favazza in The Girlfriend Experience
- Eleonora Reti in Cattive acque
- Chiara Gioncardi in Blue Bloods